# Polyisobutylène
Pour les articles homonymes, voir PIB, Polybutène et IIR.
Le polyisobutylène ou polyisobutène (PIB) est un homopolymère saturé, peu réactif (faible oxydabilité), issu du monomère isobutylène. Cette polyoléfine a pour formule -[CH2-C(CH3)2]n-. Elle est d’abord produite en 1931 par l’unité BASF d’IG Farben sous le nom commercial Oppanol B. Il est vendu sous le nom de Vistanex aux États-Unis.
Les copolymères élastomères (caoutchoucs synthétiques obtenus par copolymérisation) d’isobutylène-isoprène (IIR, isobutylene isoprene rubber en anglais) ont été développés aux États-Unis dans les années 1940 sous le nom de « caoutchoucs butyle » ; appelés GRI (Government rubber isobutylene). Ces élastomères, halogénés (halobutyles) ou non, se distinguent par une très faible perméabilité aux gaz, ce qui leur ouvre le domaine du pneumatique.

## Synthèse des caoutchoucs butyle
Ils résultent de la copolymérisation cationique de l’isobutylène (H2C=C(CH3)2, comonomère monoinsaturé) avec l’isoprène (H2C=C(CH3)–CH=CH2, diène conjugué). La réaction s’effectue en solution dans le chlorométhane à −95 °C en présence de chlorure d'aluminium (AlCl3). Les chaînes polymères contiennent environ 1 à 2 % d’unités isopréniques (cis et trans). L’enchaînement en 1,4 du diène laisse une double liaison (insaturation).

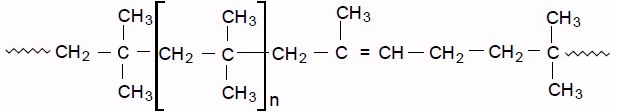
Structure du copolymère insaturé.

## Vulcanisation
L’insaturation peut être utilisée pour une vulcanisation avec le soufre. La vulcanisation par les résines formophénoliques (quantité voisine de 10 pce) procure une excellente résistance thermique (air chaud et vapeur ; température maximale d’utilisation de 150 °C au lieu de 100 °C pour les vulcanisats au soufre). La réticulation aux résines est surtout utilisée pour les caoutchoucs butyle et EPDM, qui affichent un bon potentiel en tenue chaleur. Dans les deux cas, la vulcanisation réalisée vers 160 °C est lente en raison de la faible insaturation (1 à 2 % environ).

## Caractéristiques des vulcanisats
Comme pour tout polymère, elles dépendent du grade utilisé :
- dureté Shore A : 30 à 80 ;
- caractère : amorphe ;
- polarité : apolaire (IIR, BIIR et CIIR sont utilisés en isolation électrique) ;
- températures minimale / maximale d’utilisation en continu : −50 °C / 100 °C (soufre) ou 150 °C (résines) ;
- allongement à la rupture (A/R) maximal : 700 % ;
- facteur d’amortissement tan {\displaystyle \delta } : très élevé (très faible résilience) ;
- bonne résistance au vieillissement (dioxygène, ozone, lumière), au déchirement et à l’abrasion ;
- ne résiste pas aux solvants aliphatiques ; mauvaise résistance aux huiles/dérivés pétroliers[6] et aux solvants chlorés.

## Applications (PIB et IIR)
Les caoutchoucs butyle présentent une imperméabilité remarquable aux gaz. Ainsi, ils sont surtout utilisés pour la fabrication de chambres à air ou du revêtement intérieur de pneus tubeless (sans chambre), et de vessies. Les applications secondaires sont très variées : fabrication de chewing-gums, mastics d’étanchéité et d’amortissement de vibration, adhésifs, feuilles de protection contre la corrosion et les eaux souterraines, revêtements (de cuves, câbles électriques), joints, cosmétiques, huiles isolantes, enduction de tissus, liant pour l’explosif C-4, etc.
La température maximale d’utilisation du polyisobutylène est de 50 °C.